# Llac Esrum
El llac Esrum és el més important de Dinamarca per volum d'aigua i el tercer del país en superfície després de l'Arresø i el Stadil Fjord. Es troba al nord de l'illa de Sjælland, a la regió de Hovedstaden, al nord-oest de la ciutat de Fredensborg i a l'est del bosc de Gribskov. El llac està envoltat és a la confluència dels municipis de Fredensborg, Helsingør, Gribskov i Hillerød.
El llac presenta tres badies característiques, una al nord, una al nord-est i l'altra al sud. La conca del llac és molt petita, en destaca l'emissari anomenat Esrum Å que desguassa a la sortida de l'estret del Gran Belt.
Al sud-est del llac es troba el castell de Fredensborg, envoltat de jardins, que és la residència oficial de la reina Margarida II durant la primavera i la tardor.